# Zwerflandbouw
Zwerflandbouw (shifting cultivation) is een kleinschalige vorm van landbouw, waarbij een stuk grond een of enkele jaren gecultiveerd wordt, waarna het wordt verlaten om een nieuw stuk grond te ontginnen. De swidden ligt daarna zo lang braak dat de natuurlijke begroeiing weer terug kan keren. Er is dus niet altijd sprake van wisselbouw. Als de bevolkingsdruk niet te groot is en regeneratie mogelijk is, dan is het een natuurvriendelijke landbouwmethode, maar het kan ook ontaarden in een vorm van roofbouw.
Een van de methoden hierbij is hakken en branden waarbij bomen worden gedood door er diepe inkepingen in te hakken, waarna deze bomen enige maanden later worden afgebrand. Hoewel de opbrengst niet hoog ligt, is de benodigde werkdruk dit ook niet.